# Miklósy István
Miklósy István (Rákóc, 1857. augusztus 22. – Nyíregyháza, 1937. október 29.) a Hajdúdorogi egyházmegye első püspöke.

## Pályafutása

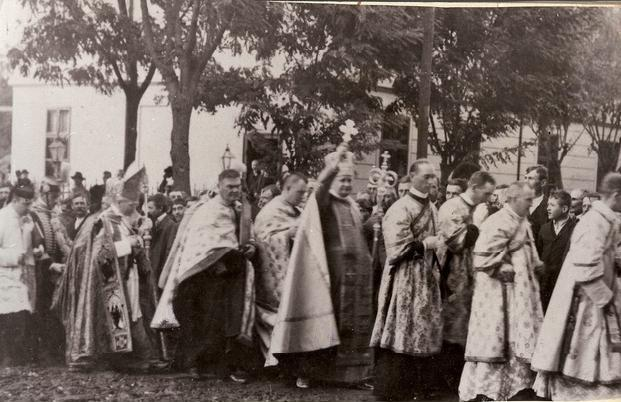
Az első hajdúdorogi püspök, Miklósy István felszentelése

Miklósy István 1857. augusztus 22-én született a Zemplén vármegyei Rákóc (Rakovec nad Ondavou) községben Miklósy Péter kovácsmester és Plachitka Mária gyermekeként. Elemi iskoláit szülőfalujában végezte, majd az ungvári királyi katolikus gimnáziumban tanult. Teológiai tanulmányait a Központi Papnevelő Intézet növendékeként a Pázmány Péter Tudományegyetem Hittudományi Karán, majd pedig az ungvári szemináriumban végezte. Végzett papnövendékként a Munkácsi görögkatolikus egyházmegye Püspöki Hivatalában, Ungváron volt írnok. 1884. április 17-én szentelte pappá pásztélyi Kovách János munkácsi püspök.
1884–1888 között a Királyi Görögkatolikus Tanító és Kántorképző tanára és a Papi Árvák Intézetének igazgatója volt Ungváron. 1888–1894 között pásztélyi Kovách János, majd pedig Firczák Gyula püspökök titkáraként szolgált. 1894-ben Sátoraljaújhelyen kapott parókusi és kerületi esperesi kinevezést. 1905-ben Zemplén vármegye főesperese lett. Sátoraljaújhelyen aktívan vesz részt a társadalmi életben. Jelentős szerepet vállalt a városi kórház létrehozásában. Bekapcsolódott a magyar görögkatolikus püspökség létrehozásáért vívott küzdelembe. Tagja a Görög szertartású Katolikus Magyarok Országos Bizottságának, s részt vett a magyar görögkatolikusok szentévi (1900) római zarándoklatán.

### Püspöki pályafutása
I. Ferenc József apostoli király 1913. április 21-én kinevezte az 1912-ben felállított Hajdúdorogi egyházmegye első püspökévé. Püspöki jelmondatául ezt választotta: „Kitartásban a siker”, amivel a magyar görögkatolikusok több évtizedes, végül sikerrel végződött küzdelmére utalt. Felszentelésére Hajdúdorogon került sor 1913. október 5-én. A felszentelés és beiktatás szertartását Drohobeczky Gyula körösi püspök (1891–1919) végezte Fischer-Colbrie Ágoston kassai püspök (1907–1925) és Lányi József tinini felszentelt püspök, nagyváradi kanonok segédletével. Miklósy püspök az új egyházmegye ideiglenes székhelyének Debrecent választotta, ahová 1913. október 15-én ünnepélyesen bevonult.
A debreceni iparkamara épületében bérelt ideiglenes székhelyre 1914. február 23-án postai csomagba rejtett pokolgép érkezett, mellyel a Hajdúdorogi egyházmegye felállítása ellen tiltakozó román fanatikusok az orosz cári titkosszolgálat közreműködésével Miklósy püspök életére törtek. A pokolgép megölte a püspök három munkatársát, Jaczkovics Mihály helynököt, Slepkovszky János titkárt és Csatth Sándor ügyvédet. Miklósy püspök kisebb sérüléseket szenvedett. A bombamerényletet követően 1914. szeptember 23-án Miklósy püspök Nyíregyházára helyezte át a püspökség székhelyét.

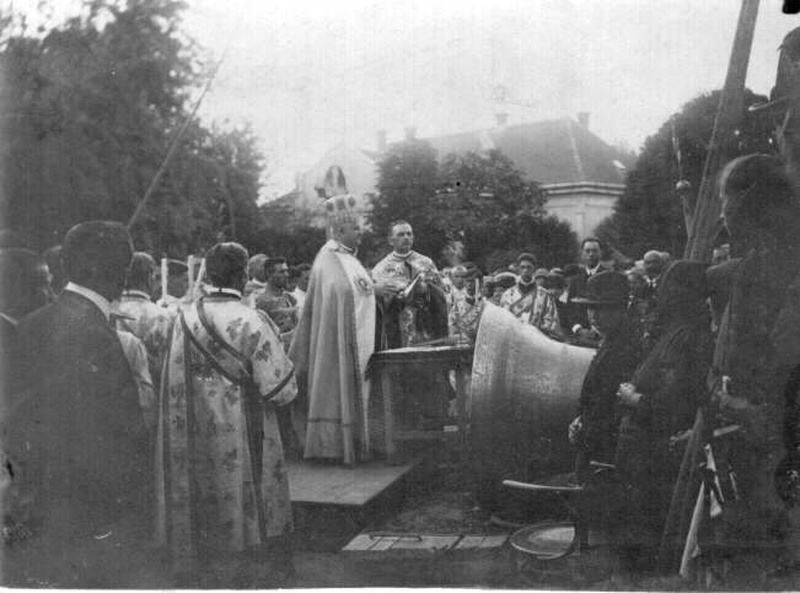
Miklósy István felszenteli a Hajdúdorogi székesegyház felújított harangját 1927. október 1-jén

A Hajdúdorogi egyházmegye megszervezésén fáradozó püspök munkáját 1914-től az első világháború akadályozta. Az egyházmegye felállításakor a magyar kormány kötelezte magát arra, hogy gondoskodik az új egyházkormányzati egység anyagi dotációjáról, különös tekintettel a püspöki székhely és hivatal kiépítéséről, papnevelő intézet és kántorképző létesítéséről. Ebből a háborús körülmények miatt semmi sem valósult meg. Magyarország román megszállásakor a megszálló csapatok a püspököt elhurcolták, és kényszeríteni akarták arra, hogy mondjon le a Hajdúdorogi egyházmegyéhez a Nagyváradi, Szamosújvári és Gyulafehérvár-Fogarasi egyházmegyékből átcsatolt parókiákról.
A trianoni békeszerződés következtében a Hajdúdorogi egyházmegye elveszítette parókiáinak felét. Az új határok közé kényszerített Magyarországon a görögkatolikusok népességen belüli számaránya és társadalmi súlya jelentősen csökkent. Ez és az ország gazdasági nehézségei lehetetlenné tették az egyházmegyei intézményrendszer kiépítését, anyagi konszolidációját. Súlyosbította a helyzetet az, hogy Miklósy püspök meggyőződéses királypártiként elutasította a Horthy-rendszerrel való együttműködést, ami fokozatosan társadalmi és politikai elszigetelődéséhez vezetett. Mivel a görögkatolikusok társadalmi stigmatizációja következtében az 1920-30-as években tömeges jelenséggé vált a bizánci rítusúak áttérése a latin rítusra, Miklósy püspök a római katolikus főpásztorokkal is konfliktusba került.
Miklósy püspök 1932-től kezdődően szinte teljesen visszavonult. 1933-tól kezdődően a görögkatolikus sajtó a püspök betegségéről adott hírt. 1937. október 29-én szívrohamban halt meg. Temetését november elsején Papp Antal érsek, apostoli kormányzó végezte, míg a gyászbeszédet Bányay Jenő nagyprépost mondta. Az elhunyt főpásztort a város által adományozott díszsírhelyre temették. Hamvait később a nyíregyházi templomba helyezték át, 1979-ben pedig a máriapócsi kegytemplom kriptájába.